# Puszczowe Małe
Puszczowe Małe (biał. Малыя Пушчавыя, Małyja Puszczawyja; ros. Малые Пущевые, Małyje Puszczewyje; pol. hist. także Małe Puszczowo, Puszczewo) – wieś na Białorusi, w obwodzie grodzieńskim, w rejonie ostrowieckim, w sielsowiecie Gudogaje.

## Historia
W czasach zaborów zaścianek w gminie Polany, w powiecie oszmiańskim, w guberni wileńskiej Imperium Rosyjskiego. W 1866 roku liczył 10 dusz rewizyjnych. Należała do dóbr Hermaniszki, własność Wołłowiczów. W 1905 roku liczył 10 mieszkańców, 60 dziesięcin, własność Żebrowskich.
Po I wojnie światowej pod administracją polską, w Zarządzie Cywilnym Ziem Wschodnich. W latach 1920–1922 w składzie Litwy Środkowej.
Od 11 kwietnia 1922 leżało w Polsce, w województwie wileńskim, w powiecie oszmiańskim, w gminie Polany.
W 1931 wieś w 9 domach zamieszkiwało 50 osób.
Wierni należeli do parafii rzymskokatolickiej w Gudogajach. Miejscowość podlegała pod Sąd Grodzki w Oszmianie i Okręgowy w Wilnie; właściwy urząd pocztowy mieścił się w Gudogajach.
Po II wojnie światowej w granicach Związku Sowieckiego. Od 1991 w niepodległej Białorusi.